# Vladimír II. Monomach

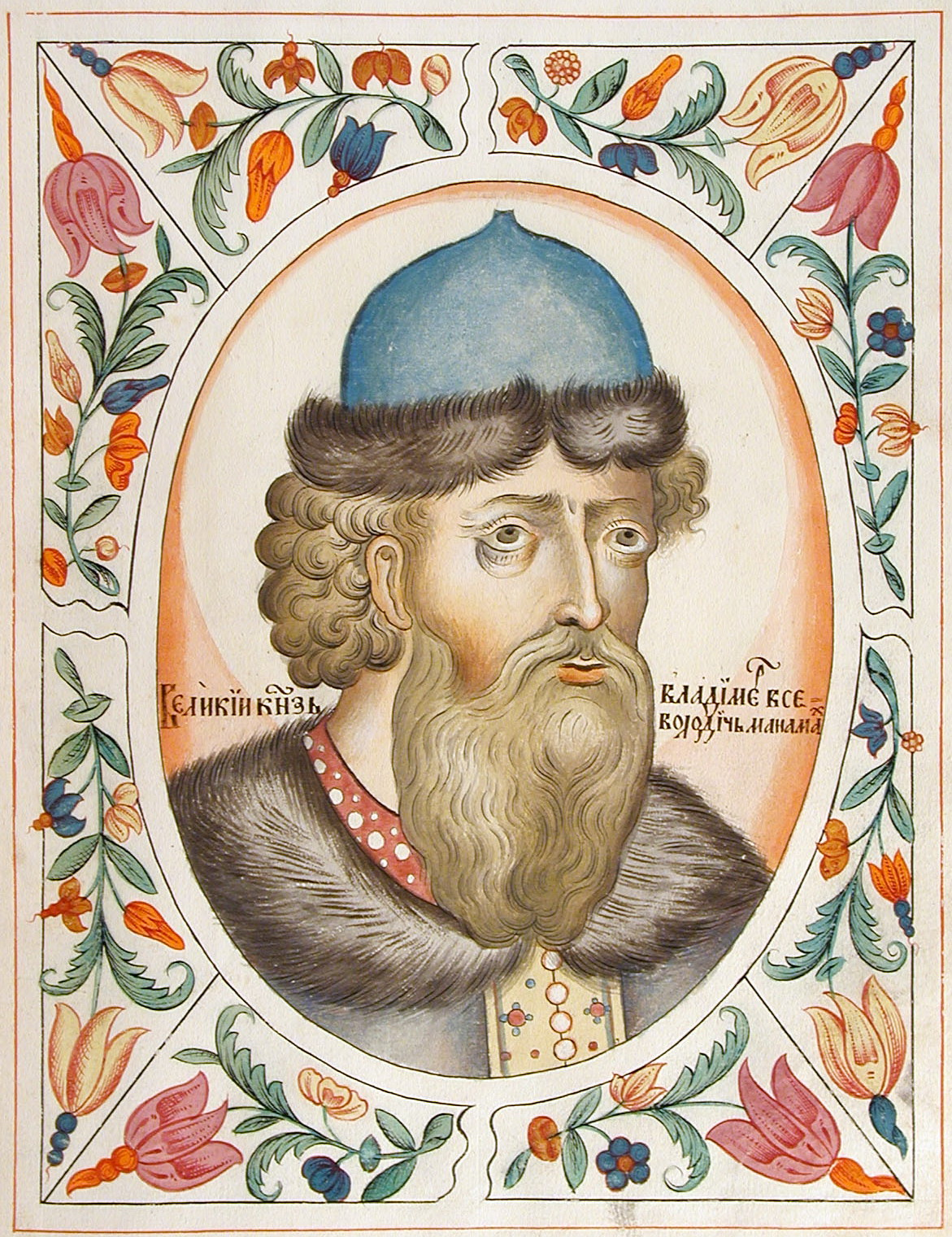
Vladimír II. Monomach

Vladimír II. Monomach (1053 – 19. května 1125) byl kyjevský kníže z rodu Rurikovců, vládl v letech 1113 až 1125. Byl synem Vsevoloda I. Jaroslaviče a jeho první řecké manželky, dcery nebo neteře byzantského císaře Konstantina IX. Monomacha, po němž získal své přízvisko.

## Vláda v Černigově a Perejaslavli
Vladimír Monomach byl nadaným a energickým válečníkem a schopným panovníkem. Na kyjevský trůn však usedl až ve věku šedesáti let po smrti svého bratrance Svjatopolka Izjaslaviče v roce 1113. Jako dítě vyrůstal na knížecím dvoře svého otce v Perejaslavli. Když se kníže Vsevolod ujal vlády v Kyjevě (1076–1077 a znovu 1078), svěřil mu do správy významné starobylé město, Černigov a postupně ho pověřoval různými vojenskými úkoly. Šlo především o obranu země před kořistnickými nájezdy kočovných Polovců (Kumánů), kteří žili v jižních stepích, ale také o neustálé rozbroje mezi rurikovskými knížaty.
Vladimír se stal značně populárním, přesto odmítl po smrti svého otce usednout na kyjevský trůn a dal přednost svému bratranci Svjatopolkovi II., jemuž náležel na základě seniorátního práva. Roku 1094 napadl Černigov společně s Polovci další z Vladimírových bratranců, ctižádostivý a bojovný Oleg Svjatoslavič a poplenil okolí města. Vladimír s ním uzavřel mír a odešel do otcovské Perejaslavle, kde vládl až do roku 1113.
Perejaslavl se nacházela na pomezí ruského státu a stepí, byla proto snadným cílem nájezdů Polovců. Vladimír s nimi vedl mnoho dalších válek a dosáhl vynikajících výsledků. V letech 1103–1111 je zatlačil až za Don, k dolní Volze. To bylo nepochybně jedním z důvodů, proč byl roku 1113 povolán na kyjevský knížecí stolec, přestože na něj stále neměl z hlediska nástupnických zvyklostí právo.

## Kyjevský kníže
Jako kyjevský kníže dokázal Vladimír II. dočasně zastavit politické tříštění kyjevské říše a prosadit autoritu velikého knížete nad většinou ruského území. Vládu dokázal zajistit také svému nejstaršímu synovi Mstislavovi (1125–1132), po jehož brzké smrti se kyjevská říše začala rychle rozpadat.

## Spisovatel
Napsal několik spisů, včetně Instrukce Vladimíra Monomacha (1099).

## Rodina
Vladimírovou první ženou se stala Gita z Wessexu, dcera anglického krále Harolda II. Godwinsona. Podruhé se oženil s urozenou řeckou ženou neznámého jména. Z obou manželství měl celkem osm synů. Mezi nejstarším a nejmladším byl věkový rozdíl více než 35 let. Nejstarší Mstislav se stal po otcově smrti kyjevským knížetem (1125–1132), jeden z nejmladších Jurij Dolgorukij knížetem vladimirským a později také velikým knížetem kyjevským (1154–1157).